# Afrotysonia africana
Afrotysonia africana är en strävbladig växtart som först beskrevs av Harry Bolus, och fick sitt nu gällande namn av S. Rauschert. Afrotysonia africana ingår i släktet Afrotysonia och familjen strävbladiga växter. Inga underarter finns listade i Catalogue of Life.